# Grupo de Arte Callejero

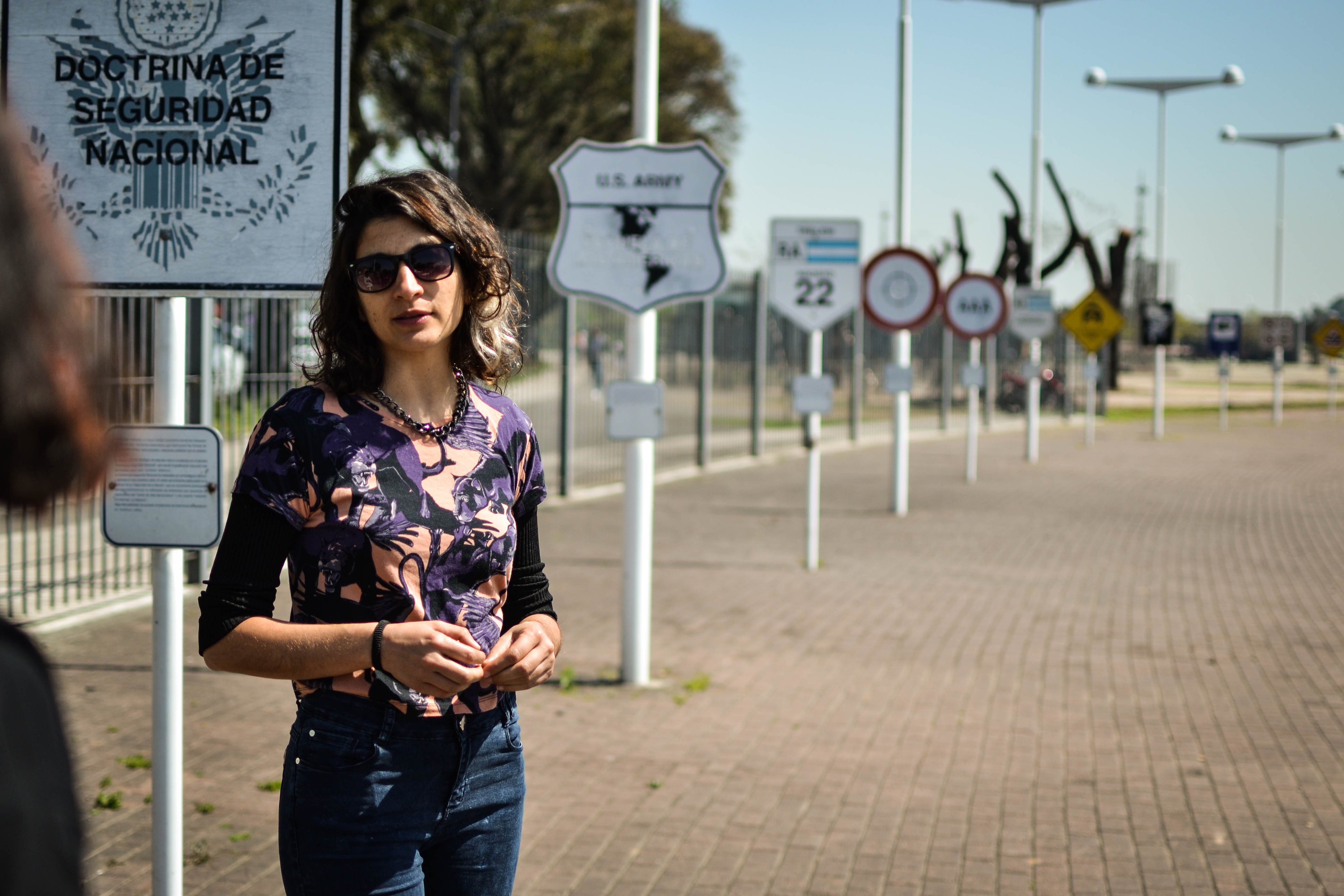
Grupo de arte callejero en el Parque de la Memoria de Buenos Aires

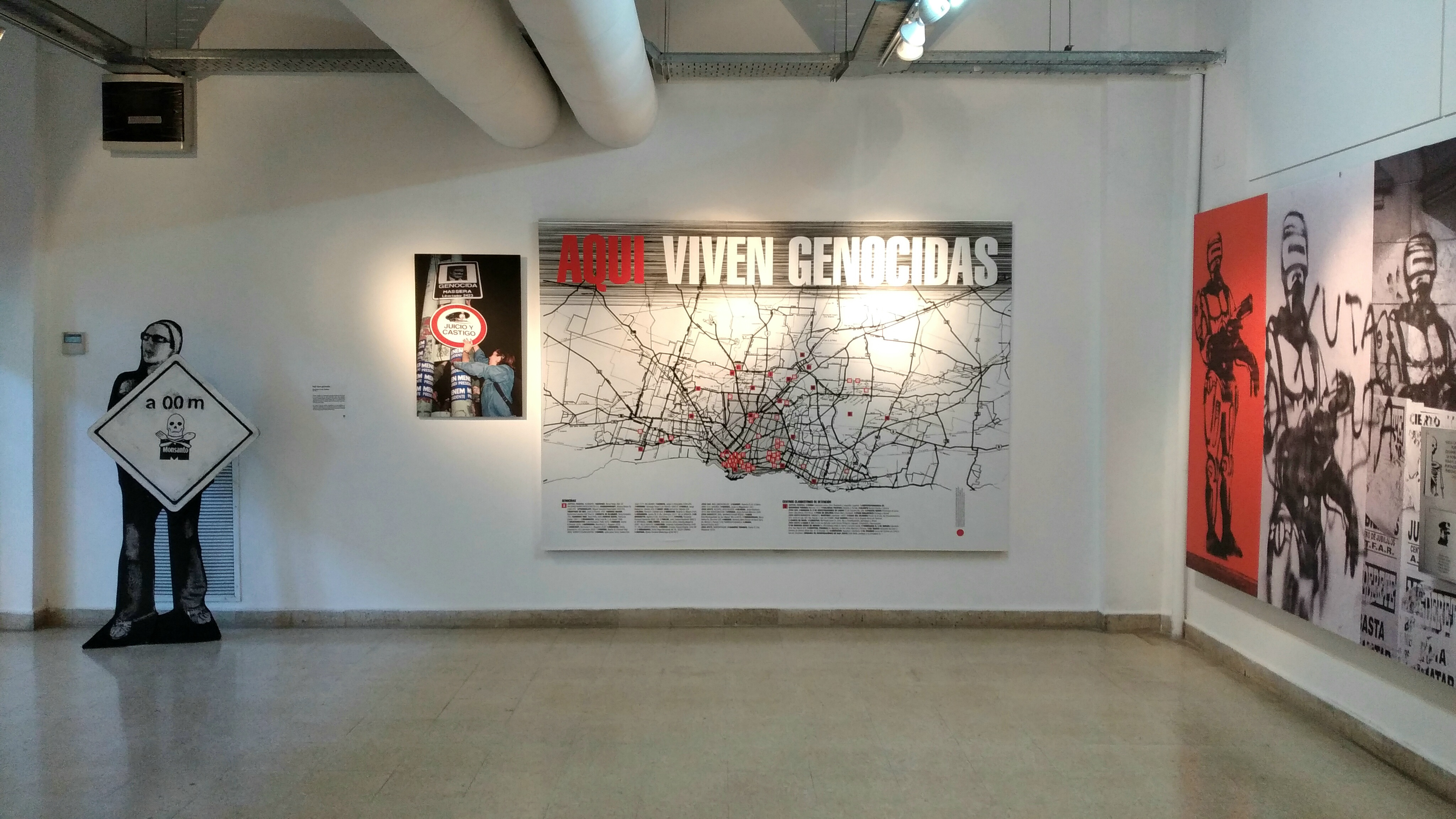
Exposición 19 y 20, Centro Cultural de la memoria H. Conti. Inaugurada el 31/10/2021.

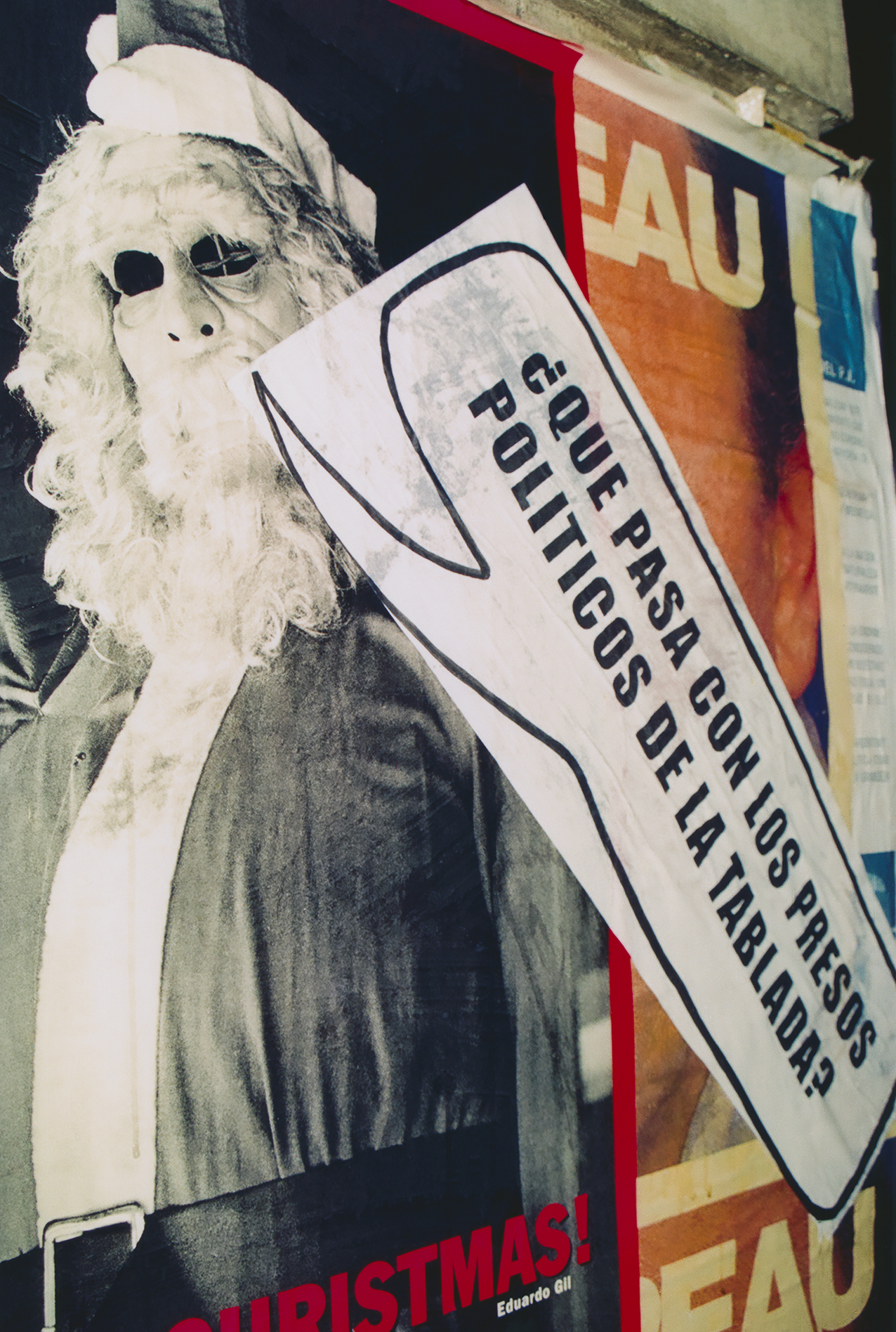

El Grupo de Arte Callejero (o GAC) es un grupo artístico argentino. Nació en 1997, a partir de la motivación de un conjunto de artistas, cuyo objetivo era construir un espacio que reúna elementos artísticos con posturas y temas políticos, bajo un mismo mecanismo de producción.
Desde sus orígenes, el GAC se relacionó con organismos de derechos humanos, movimientos de desocupados, presos políticos y grupos de víctimas de la violencia estatal. Sus intervenciones visibilizaron nuevas formas de protesta y de movilización de las organizaciones sociales en el espacio público. Lo que impulsó la conformación del GAC radicó en la pretensión de intervenir en el espacio público a partir de herramientas visuales en apoyo y solidaridad con la lucha docente y la Carpa Blanca. 
Poseen ciertas pautas a cumplir en la producción grupal: la utilización de imágenes a modo de símbolos, el dialogar con otras agrupaciones, alterar los códigos hegemónicos de las calles, entre otras.

## Presentaciones
El 20 de abril de 1997 realizan el primer mural en la Plaza Roberto Arlt de Buenos Aires con el que comienzan su peregrinaje, junto a los docentes, contra de Ley Federal de Educación, la pauperización y el desmantelamiento de la educación.
Entre 1997- 1998- realizan Galería Callejera, interviniendo los espacios de publicidad urbanos con muestras de dibujos y pinturas, convocando a distintos grupos e individuos.
En 1998 comienzan a interesarse por los 'escraches' donde empiezan a trabajar con señales viales que indican los domicilios de los genocidas y los centros clandestinos de detención, colocándolas en los postes de la calle. Utilizarán la estética de la señalética infiltrando otros significados en el entramado urbano.  La primera vez que salen con los carteles será en  marzo de 1998, junto a la organización H.I.J.O.S, con la consigna “Juicio y Castigo”, acción llevada adelante durante el juicio al Almirante Massera.
En 1998 confeccionan afiches contra el “gatillo fácil” (violencia policial) y la intervención 'Cualquier acción puede dañar tu cuerpo', junto al grupo Etcétera.
En julio del 2000, GAC fue invitada a participar del Seminario de Performance y Política de las Américas en el Instituto Hemisférico en Río de Janeiro – Brasil - donde presentaron 36 carteles viales que denunciaban el “Plan Cóndor”, la alianza de coordinación represiva que establecieron las dictaduras del Cono Sur.
En el 2001 realizaron 'Aquí viven genocidas', tríptico compuesto por un afiche, un video y una agenda, donde continúan el trabajo sobre el terrorismo de Estado y las cartografías. El afiche mostraba un mapa de la ciudad donde resaltan con rojo los domicilios de los ex-represores “escrachados”, la agenda publica sus teléfonos y direcciones, mientras el video recorre las casas de los barrios involucrados en dos momentos: un día común y el día del “escrache”.
En junio de 2001 participaron del segundo encuentro sobre Memoria, atrocidad y resistencia en la ciudad de Monterrey, México. En el marco de una protesta antiglobalización, en julio realizaron una bandera de 30 metros de largo que instalaron sobre el vallado de la Casa Rosada con la leyenda “Liquidación por cierre”, denunciando los planes de ajuste económico dictados por el FMI.
En diciembre de 2001, horas antes del estallido popular del 19 de diciembre y la caída del gobierno de Fernando De la Rúa, realizan 'Invasión'. La acción consistió en lanzar 10.000 soldaditos de juguete colgados de paracaídas desde un edificio céntrico, que volaban entre las instituciones bancarias causando sorpresa a los transeúntes.
El 25 de mayo de 2002 realizan ‘El pueblo ya sabe de qué se trata’, performance-intervención en el Tedeum tradicional; ‘No alimente a los animales’, una incursión sobre los vallados policiales; ‘Para muestra basta un botón’, acción referida a la violencia policial y ‘Poema visual para escaleras’, entre otras piezas. Trabajaron en conjunto con organizaciones de desocupados y familiares de víctimas de la represión policial, socializando herramientas de producción visual.
En 2003 el grupo participa en la 50 Bienal de Venecia. Ese mismo año realizan varias acciones en relación con los desalojos que venía realizando el gobierno de la Ciudad de Buenos Aires, como las encuestas en clave irónica ‘Plan Nacional de Desalojo’ o la irrupción en un festival organizado por la comuna porteña con su ‘Festival del desalojo y la represión’. En el contexto de las marchas contra la invasión norteamericana a Irak, producen en junio ‘Mapa del Petróleo’, interviniendo espacios linderos a estaciones de servicio. Realizan también el afiche ‘Todas las tierras las roba Benetton’ y la acción ‘Segurí$imo’, para la que imprimen volantes publicitarios con los que denuncian la inseguridad como negocio, relacionándola con las estadísticas de desempleo, y que reparten en supermercados vestidas como promotoras.
Entre 2003 y 2004 forman la ‘Comisión antimonumento a Julio Argentino Roca’ realizando intervenciones en el memorial emplazado en el centro de la ciudad de Buenos Aires.
En 2005, durante la marcha del 24 de marzo, intervinieron afiches publicitarios con globos de diálogo denunciando las prácticas represivas de la democracia.
Entre 2006 y 2007 participaron en la organización de los encuentros ‘El Misterio del espacio público’ en Rosario y Buenos Aires junto a otros colectivos activistas, el grupo Paty Heartz y la artista Graciela Carnevale, con los que efectuaron intervenciones y jornadas de debate.
Realizaron el audiovisual ‘El juego de la vida’ durante 2008 y al siguiente año publicaron, ‘G.A.C, Pensamientos, prácticas, acciones’, libro escrito por el grupo en forma conjunta, que reflexiona sobre toda su producción, con las colaboraciones del Colectivo Situaciones y la Mesa de Escrache Popular.

El grupo fue reconocido con un Premio Konex de Platino en 2022.